# Gampsocera
Gampsocera là một chi ruồi trong họ Chloropidae.